# Путь на Восток
«Путь на Восток» (англ. Way Down East, 1920), также известен под названиями в прокате СССР 1920-х годов как: «Далеко на Востоке», «Водопад жизни» — американский немой художественный фильм, поставленный режиссёром Дэвидом Уорком Гриффитом по одноимённой пьесе Лотти Блэр Паркер. Картина считается одним из шедевров немого кино, находится в общественном достоянии. Фильм входит: в 1000 величайших фильмов (937 место), 100 лучших американских мелодрам по версии AFI (Американского института киноискусства) (71 место), 33 место в списке лучших фильмов эпохи немого кино по версии сайта silentera.com и 26 место в списке лучших фильмов 1920-х годов по версии IMDb. Является одним из первых цветных фильмов.

## Сюжет
Молодая девушка Анна Мур покидает свой дом в небольшой деревеньке в Новой Англии и едет к своим богатым родственникам в Бостон. Там она встречает некоего Леннокса Сандерсона, первостатейного бабника, вскружившего юной провинциалке голову, и под его натиском наивная девушка вступает с ним в фиктивный брак. Затем Сандерсон оставляет Анну, узнав о её беременности. Она вынуждена вернуться в своё захолустье, но родившийся младенец вскоре умирает, как умирает и мать Анны. Она остаётся совсем одна и начинает бродить по окрестностям в поисках хоть какой-то работы.
Несчастная женщина находит работу горничной у землевладельца Бартлетта. Давид, сын сквайра Бартлетта, влюбляется в неё. Но Анна Мур всячески противится его ухаживаниям, памятуя своё неудавшееся «замужество». Тем более, что в поместье появляется Леннокс, поселившийся по соседству и приударивший на сей раз за Кейт, племянницей сквайра Бартлетта.
В результате последующих событий прошлое Анны Мур всё же вскрывается, и сквайр Бартлетт выставляет несчастную женщину за дверь, в то время как на улице властвует метель. Девушка перед уходом всё же успевает сказать пару слов в свою защиту и бросает слова гнева и обличения в адрес приглашённого в дом негодяя Сандерсона, прямо указывая на него как на совратителя и отца, бросившего своего ещё не рождённого ребёнка. Анна бежит прочь в разбушевавшуюся непогоду, не замечая ничего перед глазами. Добежав до реки и обессилев, она падает на лёд без чувств. На реке тем временем начинается движение льда, и льдина с Анной Мур движется в направлении к водопаду. Влюблённый в Анну Давид, бросившийся вслед за ней на поиски, приходит вовремя на помощь и спасает возлюбленную буквально за минуту до гибели.
В финале сквайр Бартлетт просит прощения у Анны, негодяй Сандерсон посрамлён и изгнан, а влюблённые женятся.

| - Лиллиан Гиш — Анна Мур - Ричард Бартелмесс — Давид Бартлетт - Дэвид Ландау — мать Анны Мур - Лоуэлл Шерман — Леннокс Сандерсон - Барр МакИнтош — сквайр Бартлетт - Жозефина Бернард — миссис Эмма Тремонт - Морган Белмонт — Диана Тремонт - Патришиа Фруэн — сестра Дианы - Флоренс Шорт — эксцентричная тётя - Кейт Брюс — миссис Бартлетт - Вивиа Огден — Марта Перкинс - Портер Стронг — Сет Холкомб - Мэри Хэй — Кейт Брюстер, племянница сквайра - Кэрол Демпстер — танцующая, (в титрах не указана) - Норма Ширер — танцующая, (в титрах не указана) | - сценарий — Энтони Пол Келли, Дэвид Уорк Гриффит (в титрах не указан) - продюсер — Дэвид Уорк Гриффит - режиссёр — Дэвид Уорк Гриффит - композитор — Уильям Фредерик Питерс, Луис Сильверс - оператор-постановщик — Билли Битцер - монтаж — Джеймс Смит, Роуз Смит - художник-постановщик — Клиффорд Пембер, Чарльз О. Силлел - костюмы — Генри Бендел, О’Кейн Корнуэлл, леди Дафф Гордон, Отто Кан - платья мисс Гиш — мадам Лизетт - ассистенты режиссёра — Элмер Клифтон (в титрах не указан), Фрэнк Уолш (в титрах не указан) - художественный руководитель — Кларк Робинсон (в титрах не указан) - трюки — Элмер Клифтон (в титрах не указан), Аллан Лоу (в титрах не указан) - осветитель — Пол Х. Аллен |

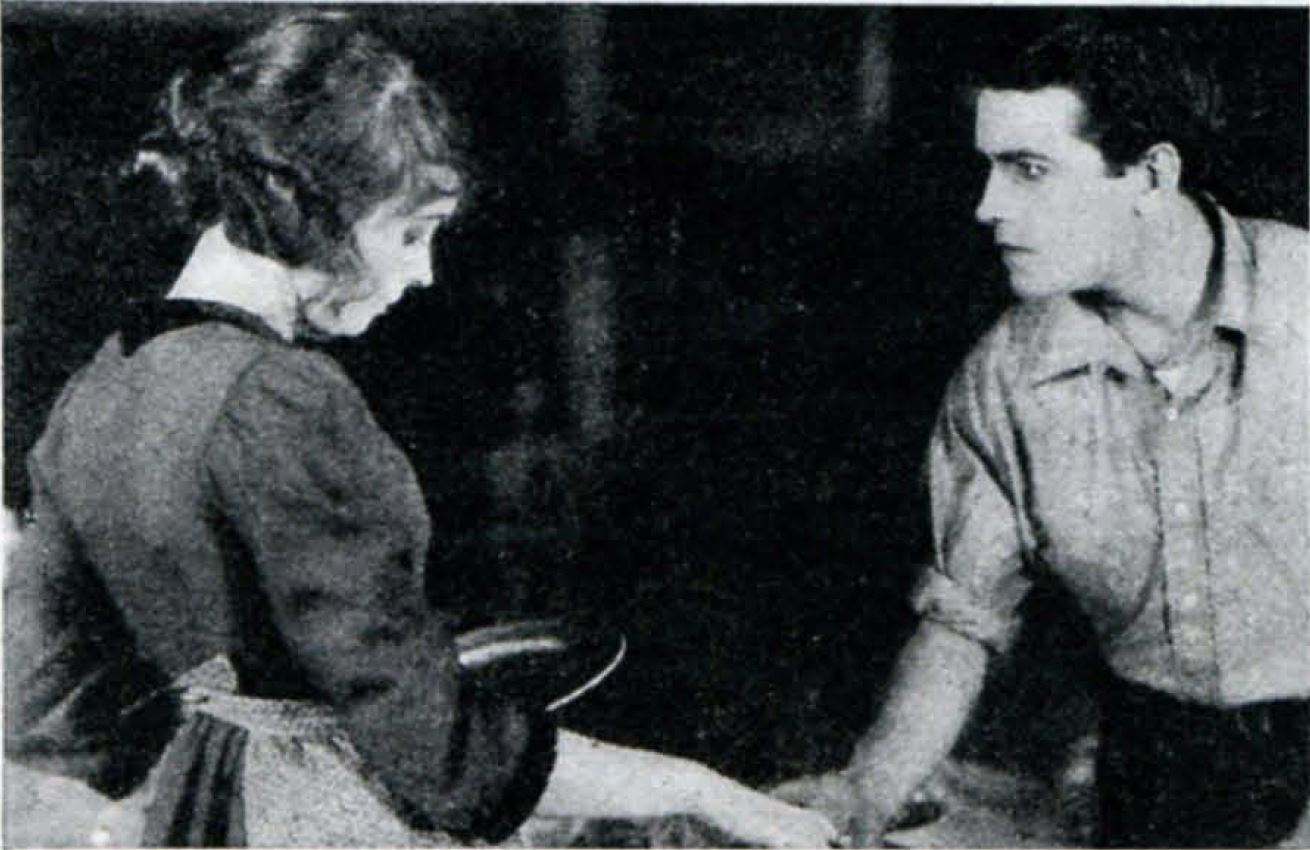
Лиллиан Гиш и Ричард Бартелмесс в кадре из фильма

## Производство

### Предыстория
Малоизвестная писательница и драматург Лотти Блэр Паркер написала пьесу в 1897 году. Тогда же предприимчивый продюсер и театральный постановщик Уильям А. Брэqди выкупил у неё права на постановку и, доработав пьесу, в 1898 году поставил её на сцене. В 1900 году Джозеф Р. Грисмер, жена которого — актриса Фиби Дэйвис — начиная с премьеры играла в спектакле главную роль, на основе пьесы написал роман. Дэйвис сделала со своей ролью более 4000 выходов на сцену. До 1909 года пьеса была одной из самых коммерчески успешных в США, но считалась устаревшей к моменту её экранизации в 1920 году. И когда Гриффит выкупил права на её экранизацию у Уильяма А. Брэйди за баснословную по тем временам сумму в 175 000 долларов (затем он доплатил ещё и 7000 долларов Лотти Блэр Паркер), многие из его окружения по этому поводу недоумевали и покручивали пальцем у виска в отношении к этому поступку режиссёра. Даже исполнительница главной роли, много лет проработавшая с Гриффитом актриса Лиллиан Гиш и та не верила в успех предстоявшей постановки, о чём написала в своих мемуарах «Фильмы, мистер Гриффит и я». Однако сомнения всех скептиков отпали с выходом картины на экран: это был один из самых коммерчески успешных фильмов режиссёра, принёсший значительную прибыль — при общих затратах на производство картины в 700 тыс. долларов сборы составили 4,5 млн.

### Съёмки
Съёмки фильма продолжались в течение восьми месяцев, было израсходовано 76 тысяч метров плёнки, из которой только 4 тысячи вошло в окончательный вариант фильма. Это был первый фильм Гриффита, снятый на его студии D.W. Griffith Productions для недавно основанной им на паях с Чарльзом Чаплином, Мэри Пикфорд и Дугласом Фэрбенксом компании United Artists. Гриффит купил 28 акров земли в Мамаронеке (округ Вестчестер, штат Нью-Йорк). Хотя «Путь на Восток» оказался коммерчески успешным, однако фильм был последним хитом Гриффита в прокате. На студии в дальнейшем будут в производстве его фильм «Сиротки бури» (1921), несколько фильмов с Дороти Гиш, единственная режиссёрская работа Лиллиан Гиш «Моделируя собственного мужа» (1920) и несколько других кинолент, но они уже не будут столь финансово успешными как «Путь на Восток» и студия закроется в 1925 году.
Метель и события на реке были засняты в трёх разных местах. Метель кстати режиссёр специально дожидался чтобы добавить достоверности происходящему на экране, несмотря на дополнительные съёмочные расходы в дни простоя. Когда же метель разбушевалась, снимали день и ночь, чтобы не упустить момент. Во время съёмок был разведён большой костёр, чтоб не замёрзло масло в кинокамере. У огня также грелась съёмочная группа. Лиллиан Гиш ощутимо испытала все тяготы непогоды, ибо была одета лишь в тонкое платье и небольшую шаль. Её фигурка ковыляла по снегу и постоянно падала в кучу гигантских сугробов. Лёд на самом деле намёрз на ресницах актрисы, которые Гриффит эффектно захватывал в кадр крупным планом.
Основная часть сцен спасения на льду была снята вблизи посёлка Уайт Ривер Джанкшон (штат Вермонт) в марте. Река была всё ещё замёрзшей, так что членам съёмочной группы приходилось распиливать лёд на куски. Сцены с Анной Мур у водопада были сняты в течение весны на реке вблизи Фармингтона (штат Коннектикут), — лёд уже сошёл и растаял, так что приходилось создавать его плотникам из окрашенной фанеры, но они были ещё более опасными для съёмочной группы фильма.

## Премьеры
- — 3 сентября 1920 года состоялась мировая премьера фильма в нью-йоркском 44th Street Theatre. Кассовый успех был впечатляющим, достаточно вспомнить тот факт, что фильм считается вторым по прибыльности среди фильмов Гриффита и четвёртым среди немых фильмов за всю историю[7].
- — европейская премьера фильма состоялась 16 января 1922 года в Стокгольме (Швеция).
- — с 10 февраля 1926 года фильм демонстрировался в СССР под названиями «Далеко на Востоке» и «Водопад жизни».

## Оценки
«Путь на Восток» принадлежит к числу наиболее известных и интересных фильмов мастера, но будет и последним из таковых. Последующие работы Гриффита будут не выразительными, режиссёр начнёт утрачивать чувство новизны и стиля, да и «на пятки ему будут наступать» уже молодые таланты, которые у него же и почерпнут кое-что. Например, в связи с этим именно фильмом один из самых известных историков кино Жорж Садуль напишет о том, что на заключительную сцену фильма советского кинорежиссёра Всеволода Пудовкина «Мать» (1926) повлияла сцена ледокола в работе Гриффита «Путь на Восток».